# Kościół Krzyża Świętego w Lubomierzu
Kościół Krzyża Świętego – rzymskokatolicki kościół pomocniczy należący do parafii Wniebowzięcia Najświętszej Maryi Panny i św. Maternusa.
Świątynia była wzmiankowana w źródłach w 1666 roku. Po pożarze kościoła w 1802 roku została odbudowana w 1805 roku. Kościół został zbudowany na pamiątkę cudownego zdarzenia z 1521 roku. Polegało ono na znalezieniu przez córkę radnego miejskiego na pagórku Dolnego Przedmieścia złotego krzyża. 

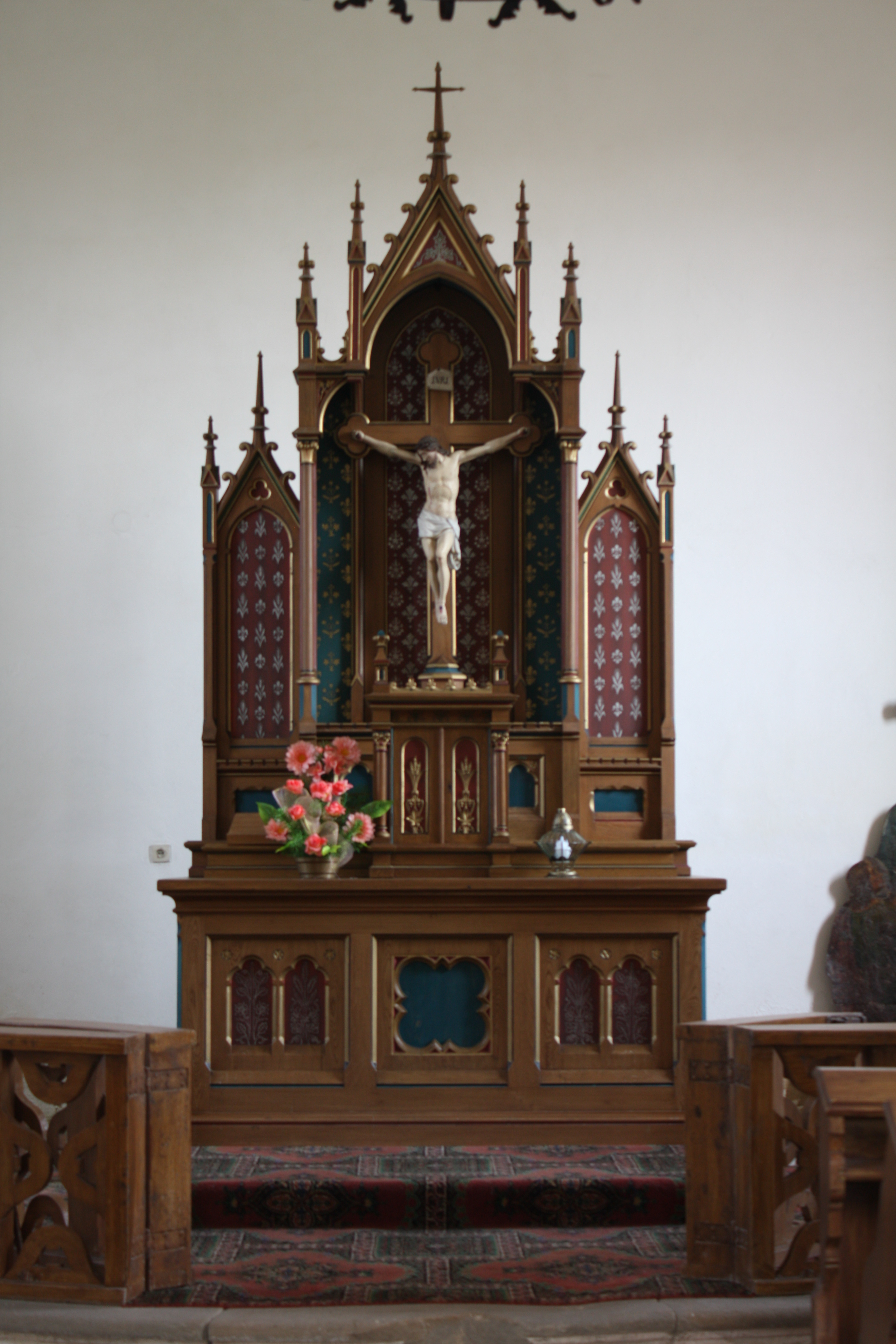
Ołtarz

W świątyni znajduje się późnogotycka, drewniana figurka Matki Boskiej stojącej na księżycu, mającym kształt ludzkiej głowy.